# ルキウス・パピリウス・クラッスス (紀元前336年の執政官)
ルキウス・パピリウス・クラッスス（ラテン語: Lucius Papirius Crassus、生没年不詳）は紀元前4世紀の共和政ローマの政治家・軍人。紀元前340年に独裁官（ディクタトル）、紀元前336年と紀元前330年に執政官（コンスル）を務めた。

## 出自
パエトゥスは、パトリキ（貴族）であるパピリウス氏族のパピリウス・クラッスス家の出身である。父も祖父もプラエノーメン（第一名、個人名）はルキウスである。

## 独裁官（紀元前340年）
紀元前340年、ローマ軍はウェスウィウスの戦い（en）でラティウム同盟軍に勝利したものの、執政官プブリウス・デキウス・ムスは戦死、もう一人の執政官ティトゥス・マンリウス・インペリオスス・トルクァトゥスはローマに戻って凱旋式を実施したが、その後に病を得た。このため、トルクァトゥスはクラッススを独裁官に任命した。クラッススはルキウス・パピリウス・クルソルをマギステル・エクィトゥム（騎兵長官）に指名した。アンティウム（現在のアンツィオ）軍はオスティア、アルデア、ソロニウムに農村地帯に襲撃をかけてきたが、クラッススは顕著な勝利を得ることはできなかった。

## 最初の執政官（紀元前336年）
独裁官就任から4年後の紀元前336年、クラッススは執政官に就任、同僚執政官はカエソ・ドゥイリウスであった。この年の主なできごとは、カレス（en）を中心としたアウソニ族（en）がシディキニ族（en）と同盟してローマに反乱したことであった。ローマはアウソニとシディニキに勝利し、敗走させた。
野戦での勝利後、クラッススとドゥイリウスは敵兵を積極的には追撃しなかった。しかしながら、元老院は、これまで度々ローマに敵対していたシディキニに嫌悪感を抱いており、これを追撃しなかった両執政官に対して冷淡であった。このため、元老院は翌年の執政官で著名な将軍であるマルクス・ウァレリウス・コルウスにカレス周辺での作戦を担当させ（通常、各執政官の担当戦線はくじ引き）、クラッススはカレスを包囲し陥落させた。

## 二度目の執政官（紀元前330年）
紀元前330年、クラッススは二度目の執政官に就任した。同僚執政官はルキウス・プラウティウス・ウェンノであった。執政官就任早々、ウォルスキ都市ファブレテリアとルカニア（en）からの使節がローマに到着し、サムニウムからの保護を求めてきた。彼らは、もしローマが保護してくれるならば、その支配を受け入れると述べた。両執政官はこの申し出を受け入れ、サムニウムに対してウォルスキへの侵略を止めるよう警告した。このときサムニウムはローマとの戦争の準備が出来ておらず、侵略を一時的に中止した。
この年は、プリウェルヌム（現在のプリヴェルノ）とそれと同盟したフンディ（現在のフォンディ）との戦争で始まった。プリウェルヌムの指揮官ウィトゥルウィウス・ウァックスは都市の建設者であり、プリウェルヌムだけでなくローマでも有名であった。それだけではなく、彼はローマのパラティヌスの丘に邸宅を持っていたが、そこは破壊されウァックスの牧草地と名づけられた。ウァックスはセティア、ノルバ、コラと広い範囲を襲撃していたが、クラッススはウァックスに対抗し、彼の野営地の近くに陣を取った。ウァックスはより強力な敵に対して十分な防御体制を取らず、計画もなしに戦列を敷いた。プリウェルヌム兵は、敵に対することより、自身の後ろを気にして逃走の可能性を探っていた。クラッススはウァックスに困難もなしに決定的な勝利を得たが、プリウェルヌム軍の損害も少なかった。これは戦場とウァックスの野営地が近接していたことが一員であった。夜になって、プリウェルヌム軍は隊列を整えてプリウェルヌムに撤退した。このとき、もう一人の執政官ウェンノはプリウェルヌムからフンディ領土に向かい農村地帯を略奪していた。フンディの元老院はウェンノの所に向かい、講和とウァックスの赦免を求めた。講和と引き換えに、彼らはローマによる支配を認めるとした。ウェンノはこの条件を受け入れ、フンディはローマの都市となり、またローマ市民権が与えられることとなった。ただし、ローマ元老院はフンディの忠誠を疑い、この条約を批准しなかった。しかし、その後フンディはローマに反抗することも無く、ローマに吸収されていった。一方、プリウェルヌムは両執政官が率いる軍に包囲されていたが、一方はローマに帰還して翌年の執政官選挙の準備を行った。また、この年には南イタリアに遠征していたエピロス王アレクサンドロス1世がパンドシアの戦いで味方に殺害されている（前年の紀元前331年説もある）。

## 騎兵長官（紀元前325年）
紀元前325年に独裁官（ティクタトル）ルキウス・パピリウス・クルソルからマギステル・エクィトゥム（騎兵長官）に指名されている。これは前騎兵長官クィントゥス・ファビウス・マクシムス・ルリアヌスがクルソルの権限を侵し、クルソルの怒りをかったためである。クルソルはクラッススにローマの防衛も委ねた。

## 監察官（紀元前319年）
クラッススに関する最後の記録は、紀元前318年に監察官（ケンソル）に就任したことである。同僚監察官はガイウス・マエニウスであった。

## 参考資料
- ティトゥス・リウィウス『ローマ建国史』
- シケリアのディオドロス『歴史叢書』
- Conyers Middleton (1927), "The Life of Cicero",  London: Bradbury and Evans.
- Yardley, J.C (2013). Rome's Italian Wars (1 ed.). Oxford: Oxford University Press
- Venning, Timothy (2011). A Chronology of the Roman Empire (1 ed.). New York: Continuum International.
- William Smith (ed.): Dictionary of Greek and Roman Biography and Mythology. Volume 2: Earinus - Nyx. James Walton et al., London 1870